# David Douillet Judo
David Douillet Judo est un jeu vidéo de combat développé par 10tacle Studios et édité par Bigben Interactive, sorti en 2006 sur Windows et PlayStation 2.
Il tient son nom du judoka David Douillet.